# Ali Sjah Durrani
Ali Sjah Durrani (Pasjtoe, Perzisch, Urdu, Arabisch: علی شاہ درانی) was van 1818 tot 1819 heerser van het Durrani-rijk. Hij was de zoon van Timur Shah Durrani, een Afghaan uit de Pashtun-etnische groep, en de op een na laatste keizer van de Durraniden. Hij werd afgezet door zijn broer Ayub Shah Durrani.